# Долгоног крылосемянный
Долгоног крылосемянный, или крылатосемянный (лат. Macropodium pterospermum), — вид травянистых растений рода Долгоног (Macropodium) семейства Капустные (Brassicaceae), распространённый в Японии и на Дальнем Востоке России (Сахалинская область и Хабаровский край).

## Ботаническое описание
Многолетние травянистые растения, до 1 м высотой. Корневище толстое, ползучее, короткое. Стебель простой, прямостоячий, цилиндрический, в верхней части слегка пушистый. Листья простые, цельные, многочисленные, редко расположенные, очерёдные, пильчатые, нижние длинночерешковые, округло-овальные, с округлым или даже сердцевидным основанием, верхние овальные, эллиптические или широколанцетные, заострённые, при основании суженные в короткий крылатый черешок.
Цветки мелкие, многочисленные, собраны в густую крупную кисть, при плодах удлинённую, до 40 см длиной; цветоносы горизонтальные, 8—12 мм длиной. Чашелистики прямостоячие, не мешковидные при основании. Лепестки линейно-лопатчатые или линейные, белые, немного длиннее чашелистиков, 6—7 мм длиной, с неясным ноготком. Тычинки длинные, сильно выдающиеся из венчика, 13—15 мм длиной. Срединных медовых желёзок нет; боковые свободные, сильно развитые, окружающие полукольцами основания коротких тычинок и посылающие по направлению к длинным тычинкам отчасти охватывающие их, вздутые на концах придатки (выросты). Рыльце сидячее, очень маленькое, слабо двулопастное.
Плоды — широкие, сплюснутые, горизонтальные стручки, 4—6 см длиной и 3,5—4 мм шириной, с плоскими створками, снабженными одной срединной жилкой и сетью жилочек, с длинной плодоножкой (гинофором), 15—20 мм длиной. Семена плоские, однорядные, круглые или лишь очень немного удлиненные, опоясанные широким бледным крылом, придающим им ещё более вытянутую форму; зародыш краекорешковый.
Цветение в июне—августе, плодоношение в июле—сентябре. Хромосомное число 2n = 30.

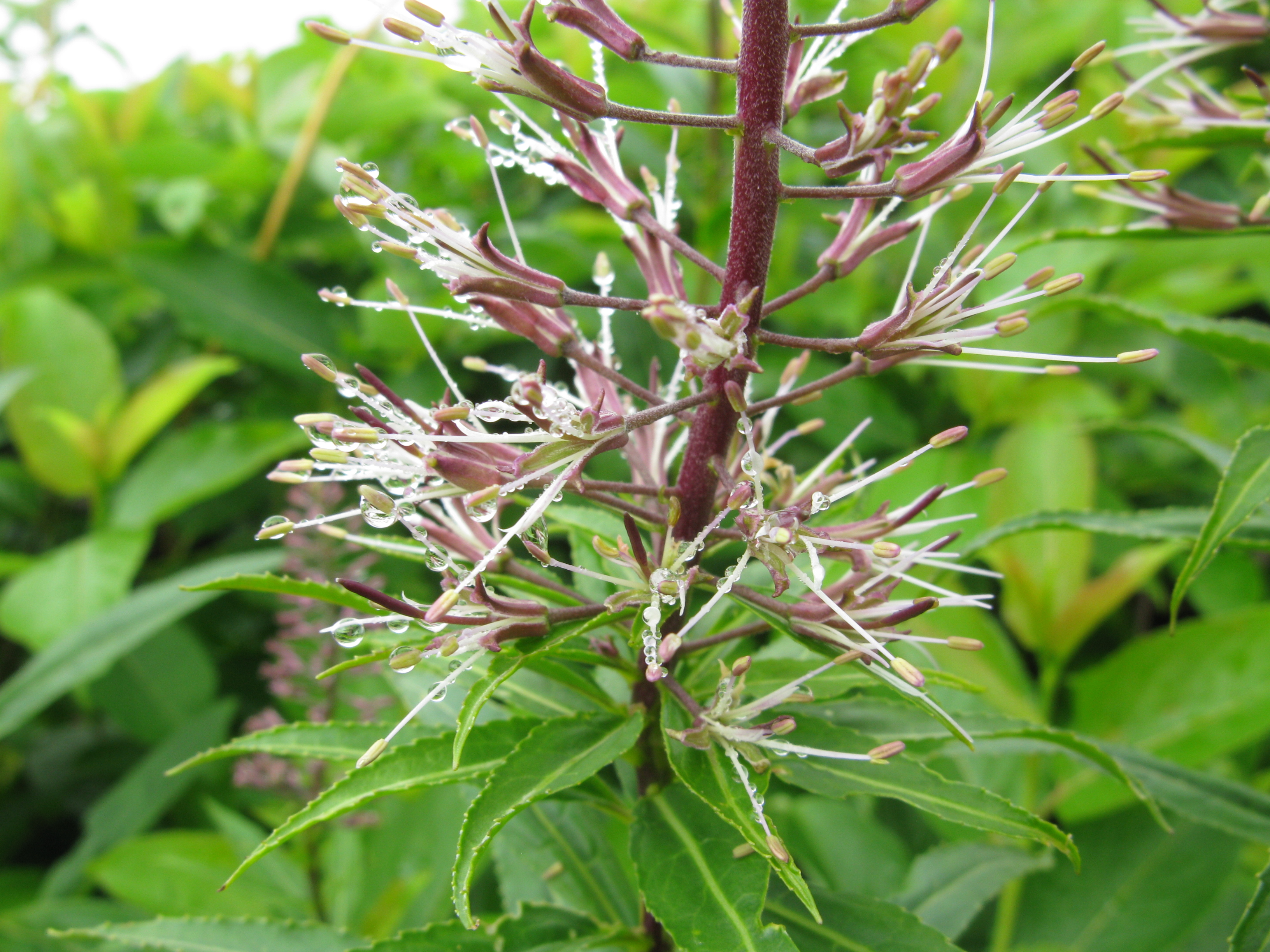
Цветки
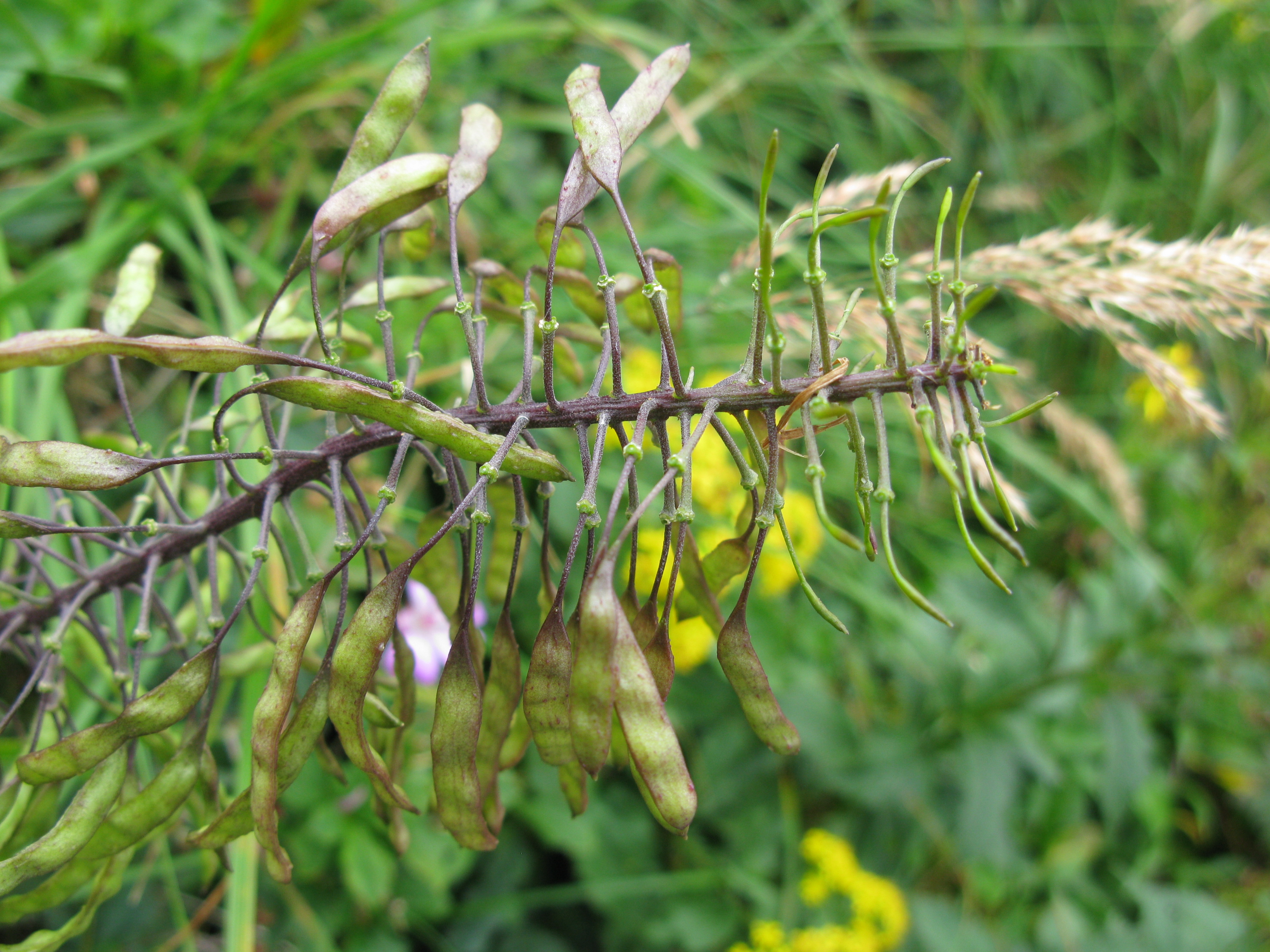
Плоды

## Охрана
Вид включён в Красные книги России и некоторых субъектов России: Хабаровского края (охраняется на территории природного заказника «Чукенский») и Сахалинской области (охраняется на территории памятников природы «Хребет Жданко», «Верхнебуреинский», «Высокогорья горы Чехова»).